# FEAL
FEAL — блоковий шифр, запропонований Акіхіро Симідзу і Седзі Міягуті.
У ньому використовуються 64-бітовий блок і 64-бітовий ключ. Його ідея полягає і в тому, щоб створити алгоритм, подібний DES, але з більш сильною функцією етапу. Використовуючи менше етапів, цей алгоритм міг би працювати швидше. На жаль, дійсність виявилася далекою від цілей проекту.

## Алгоритм
Як вхід процесу шифрування використовується 64-бітовий блок відкритого тексту. Спочатку блок даних підлягає операції XOR з 64 бітами ключа. Потім блок даних розщеплюється на ліву і праву половини. Об'єднання лівої і правої половин за допомогою XOR утворює нову праву половину. Ліва половина і нова права половина проходять через N етапів (спочатку 4). На кожному етапі половина об'єднується за допомогою функції F з 16 бітами ключа і за допомогою XOR — з лівою половиною, створюючи нову праву половину. Вихідна права половина (на початок етапу) стає новою лівою половиною. Після N етапів (ліва і права половини не переставляти після N-го етапу) ліва половина знову об'єднується з допомогою XOR з правою половиною, утворюючи нову праву половину, потім ліва і права об'єднуються разом в 64-бітове ціле. Блок даних об'єднується за допомогою XOR з іншими 64 бітами ключа і алгоритм завершується.